# Marc Rivière
Pour les articles homonymes, voir Marc Rivière (homonymie) et Rivière (homonymie).
Marc Rivière est un réalisateur, acteur, producteur de cinéma, scénariste et dialoguiste français, né le 18 novembre 1950 à Paris.

## Biographie
Avant d'entreprendre la réalisation de son premier long-métrage, il travaille pendant plusieurs années comme assistant réalisateur, notamment pour Gérard Oury, Georges Lautner, Yves Robert et Claude Pinoteau. Il tourne ensuite de nombreux téléfilms.
En 2009, il met en scène La Première Gorgée de bière au théâtre de la Coursive, à La Rochelle.

## Filmographie

### Acteur
- 2002 : Le Miroir d'Alice
- 2009 : La Reine et le Cardinal

### Réalisateur
- 1989 : Le Crime d'Antoine - Téléfilm - France TV
- 1990 : Ferbac, mariage mortel - Téléfilm - France TV
- 1994 : L'Été de Zora - Téléfilm - France TV
- 1994 : La Règle du silence - Téléfilm - France TV avec Marie Rivière comme coréalisatrice
- 1995 : Le Propre de l'homme - Téléfilm - France TV
- 1995 : Arthur Rimbaud, l'homme aux semelles de vent ( 2x 90 min Téléfilm ) - France TV
- 1997 : Aventurier malgré lui -Téléfilm - France TV
- 1997 : Le Censeur du lycée d'Épinal - Téléfilm - France TV
- 1998 : Louise et les Marchés - Téléfilm - France TV
- 1999 : La Petite Fille en costume marin -Téléfilm - France TV
- 2002 : Le Miroir d'Alice - Téléfilm 2 x 90 min - France TV
- 2002 : Père et Maire ( 2 épisodes) : Chippendales - Série télévisée - France TV
- 2002 : Une fille dans l'azur - Téléfilm - TF1
- 2003 : Penn sardines - Téléfilm - Arte France
- 2004 : Haute Coiffure - Téléfilm - Arte France
- 2005 : Le Mystère Alexia - Téléfilm - France TV
- 2005 : L'Arbre et l'Oiseau - Téléfilm - France TV
- 2006 : Le Lièvre de Vatanen - Film cinéma
- 2007 : Chez Maupassant - Téléfilm - France TV
- 2007 : Tragédie en direct - Téléfilm) - France TV
- 2009 : La Reine et le Cardinal - Téléfilm - France TV - Prix Meilleure réalisation pour Marc Rivière au Festival de la fiction TV de La Rochelle 2008
- 2010 : Tempêtes (TV), co-réalisation avec Dominique Baron et Michel Sibra - France TV
- 2011 : Le sang de la vigne - Épisode 1 - " Les larmes de Pasquin" - France TV
- 2012 : Le sang de la vigne - Épisode N° 2 - " Dernier coup de Jarnac" - France TV
- 2012 : Le sang de la vigne - Épisode N° 3 - " La rode de Margaux " - France TV
- 2013 : Le sang de la vigne - Épisode N° 7 - " Boire et déboires en val de Loire " - France TV
- 2014 : Le sang de la vigne - Épisode N°10 - " Vengeances tardives en Alsace " - France TV
- 2014 : Le sang de la vigne - Épisode N° 15 - " Chaos dans le vin noir " - France TV
- 2016 : Le sang de la vigne - Épisode N° 22 - " Crise aiguë dans les Graves " - France TV
- 2016 : La Face (Téléfilm) - France TV

### Producteur, scénariste et dialoguiste
- 2006 : Le Lièvre de Vatanen

### Assistant réalisateur
- 1977 : À chacun son enfer d'André Cayatte
- 1977 : Monsieur Papa de Philippe Monnier
- 1977 : Nous irons tous au paradis d'Yves Robert
- 1978 : La Raison d'État d'André Cayatte
- 1978 : La Carapate de Gérard Oury
- 1979 : Le Temps des vacances de Claude Vital
- 1979 : Je te tiens, tu me tiens par la barbichette de Jean Yanne
- 1979 : Courage fuyons d'Yves Robert
- 1980 : Je vais craquer de François Leterrier
- 1980 : Le Coup du parapluie de Gérard Oury
- 1981 : Pourquoi pas nous ? de Michel Berny
- 1982 : Jamais avant le mariage de Daniel Ceccaldi
- 1983 : Attention, une femme peut en cacher une autre !, de Georges Lautner
- 1983 : L'Été de nos quinze ans de Marcel Jullian
- 1984 : Une fille à aimer (Just the Way You Are) d'Édouard Molinaro
- 1984 : La Septième Cible de Claude Pinoteau

## Distinction
- Festival de la fiction TV de La Rochelle 2008 : meilleure réalisation pour La Reine et le Cardinal[3]